# Vestfold og Telemark
Vestfold og Telemark was een provincie (fylke) van Noorwegen die per 1 januari 2020 ontstond en daarna slechts vier jaar heeft bestaan. 
Het ontstond als gevolg van de bestuurlijke herindeling van het land. Hierbij fuseerden de historische provincies Vestfold en Telemark tot één fylke. De fusie werd ongedaan gemaakt op 1 januari 2024.
In het noorden grensde Vestfold og Telemark aan Viken, in het westen aan Vestland en in het zuiden aan Agder. De hoofdstad was Skien. 

## Gemeenten
Vestfold og Telemark omvatte 23 gemeenten. Dat is minder dan de 27 die Telemark en Vestfold samen telden, omdat in 2020 ook meerdere gemeenten in Noorwegen werden samengevoegd. Van de provincie Vestfold werd de gemeenten Re, Sande en Svelvik opgeheven. Re werd opgenomen in de gemeente Tønsberg en Sande in de gemeente Holmestrand. Svelvik werd opgenomen in de gemeente Drammen in de provincie Buskerud, die op dezelfde dag werd opgenomen in de op die dag gevormde provincie Viken. Van Telemark werden de gemeenten Bø en Sauherad samengevoegd tot de gemeente Midt-Telemark.

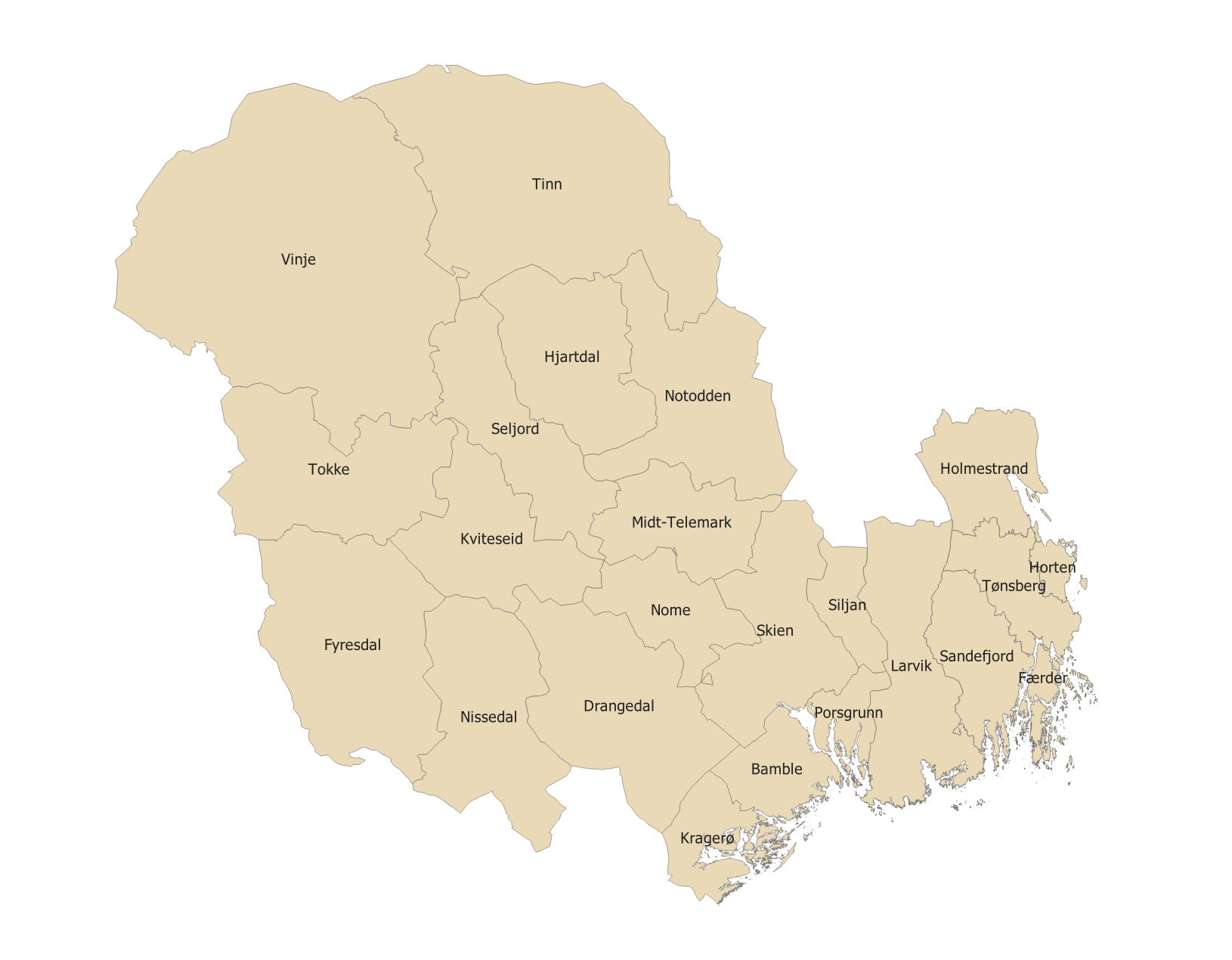

1. Bamble
2. Drangedal
3. Fyresdal
4. Færder
5. Hjartdal
6. Holmestrand
7. Horten
8. Kragerø
9. Kviteseid
10. Larvik
11. Midt-Telemark
12. Nissedal
13. Nome
14. Notodden
15. Porsgrunn
16. Sandefjord
17. Seljord
18. Siljan
19. Skien
20. Tinn
21. Tokke
22. Tønsberg
23. Vinje

## Opheffing
De bestuurlijke herindeling door het kabinet-Solberg deed de gemoederen flink oplopen. Desondanks werden provincies gedwongen samen verder te gaan. Het rechtse kabinet werd afgestraft bij de Noorse parlementsverkiezingen 2021. De nieuwe centrumlinkse regering-Støre besloot om in het coalitieakkoord op te nemen om fusieprovincies ongedaan te maken als daar een aanvraag voor zou worden gedaan. Vestfold og Telemark maakten gebruik van de mogelijkheid, waardoor per 1 januari 2024 Telemark en Vestfold weer zelfstandige fylkes werden.